# Цзиньтайсы
Монастырь Цзиньтай (кит. упр. 金台寺, пиньинь Jīntái sì) — китайский буддийский монастырь на южном отроге горы Хуанъян (кит. упр. 黄杨山, пиньинь Huángyáng shān, палл. Самшитовая гора) в районе Доумэнь городского округа Чжухай провинции Гуандун в Китае.
Строительство культового центра на горе Хуанъян развернулось в последние годы существования империи Сун. Принц Чжао Шицзун после ряда поражений страны на море от войск монгольской империи Юань решил удалиться в горы и предаться религиозным занятиям. Построенному им комплексу было присвоено название Сокровищница или Обитель Чистого Золота (кит. упр. 金台精舍, пиньинь Jīntái jīngshě). Первой функцией комплекса было чтение заклинаний, призванных навлечь неудачу на наступающие войска империи Юань.
В 1772 году по приказу цинского императора, правившего под девизом «Цяньлун», старый монастырь был отстроен заново и расширен, включив в себя мемориальный зал, посвященный Чжао Шицзуну. Монастырь превратился в популярное место паломничества.
В годы КНР монастырь был разрушен, его постройки использовались как строительный материал. Возрождение монастыря началось после того, как пекинское правительство разрешило восстановление исторически значимых культовых сооружений. В 1992—1993 годах при спонсорстве гонконгского бизнесмена Вонг Винг-фата (кит. упр. 黄永发, пиньинь Huáng Yǒngfā) и других гонконгских верующих храм был отстроен на новом, выбранном за живописность месте, поскольку старое место было труднодоступным, а постройки там практически уничтожены.
С тех пор монастырь стал популярным туристическим объектом, а также (находясь еще в стадии постройки) активно выступал как источник благотворительности, предлагая одежду и пищу пострадавшим во время региональных природных катастроф, среди которых землетрясение в Хубэе и наводнения в Гуандуне и Гуанси.

## Галерея

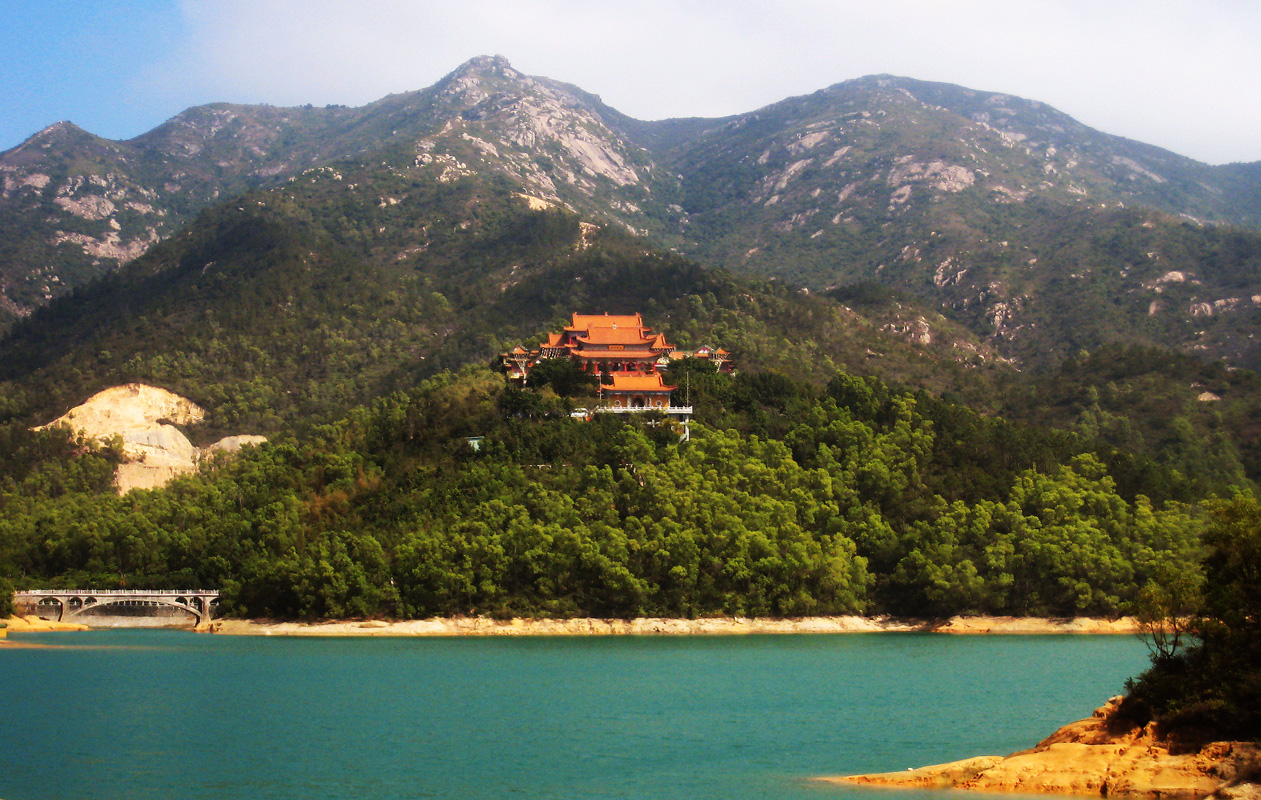
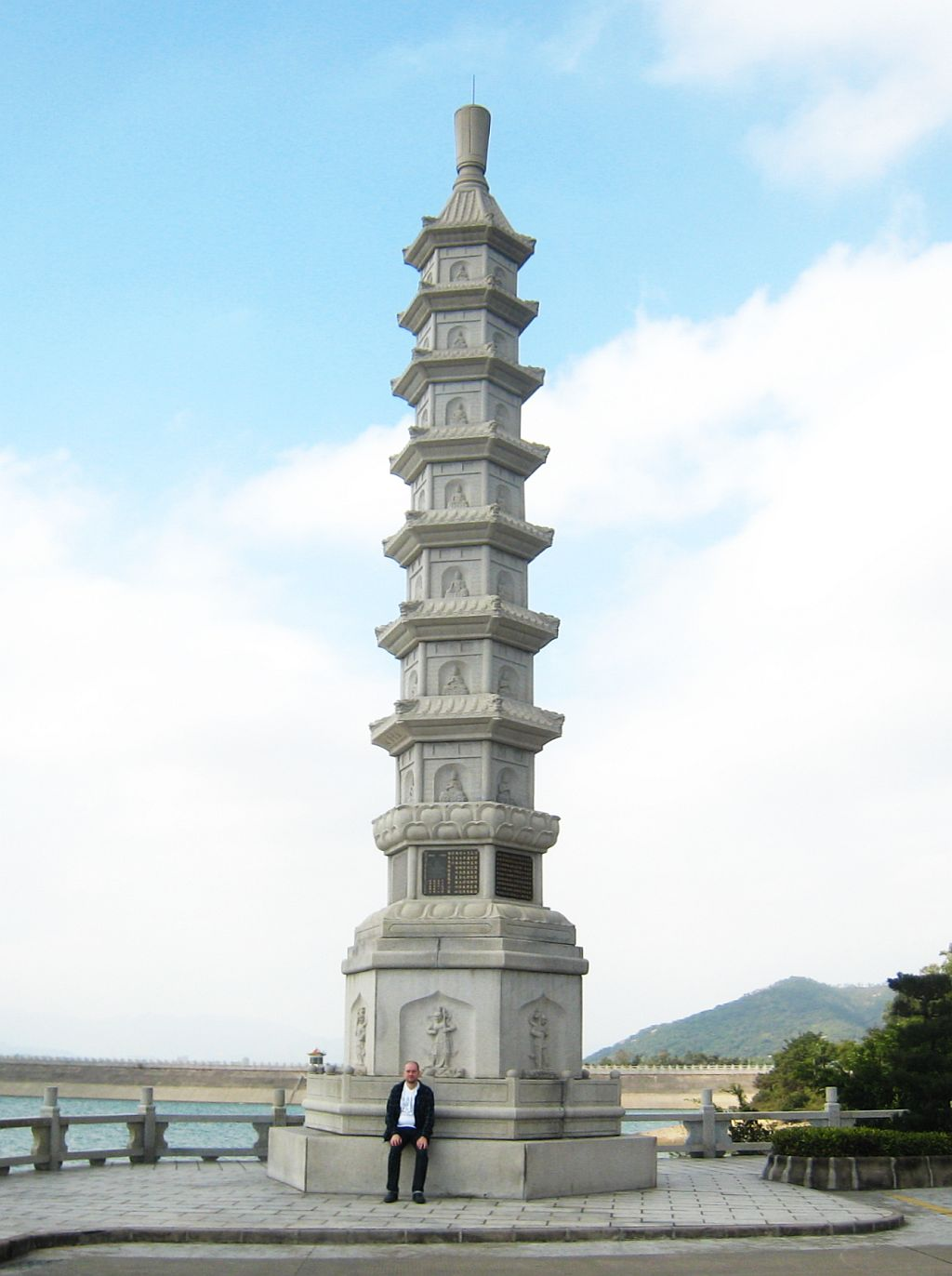
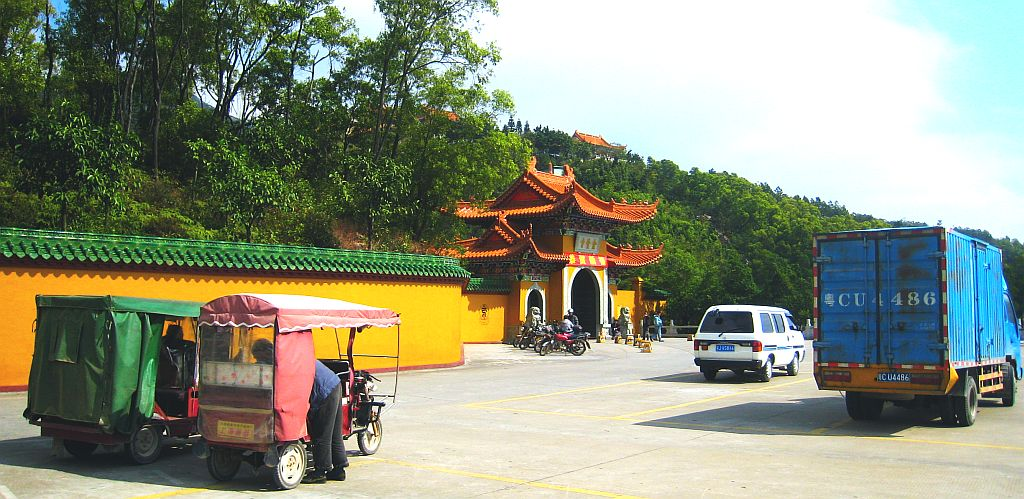
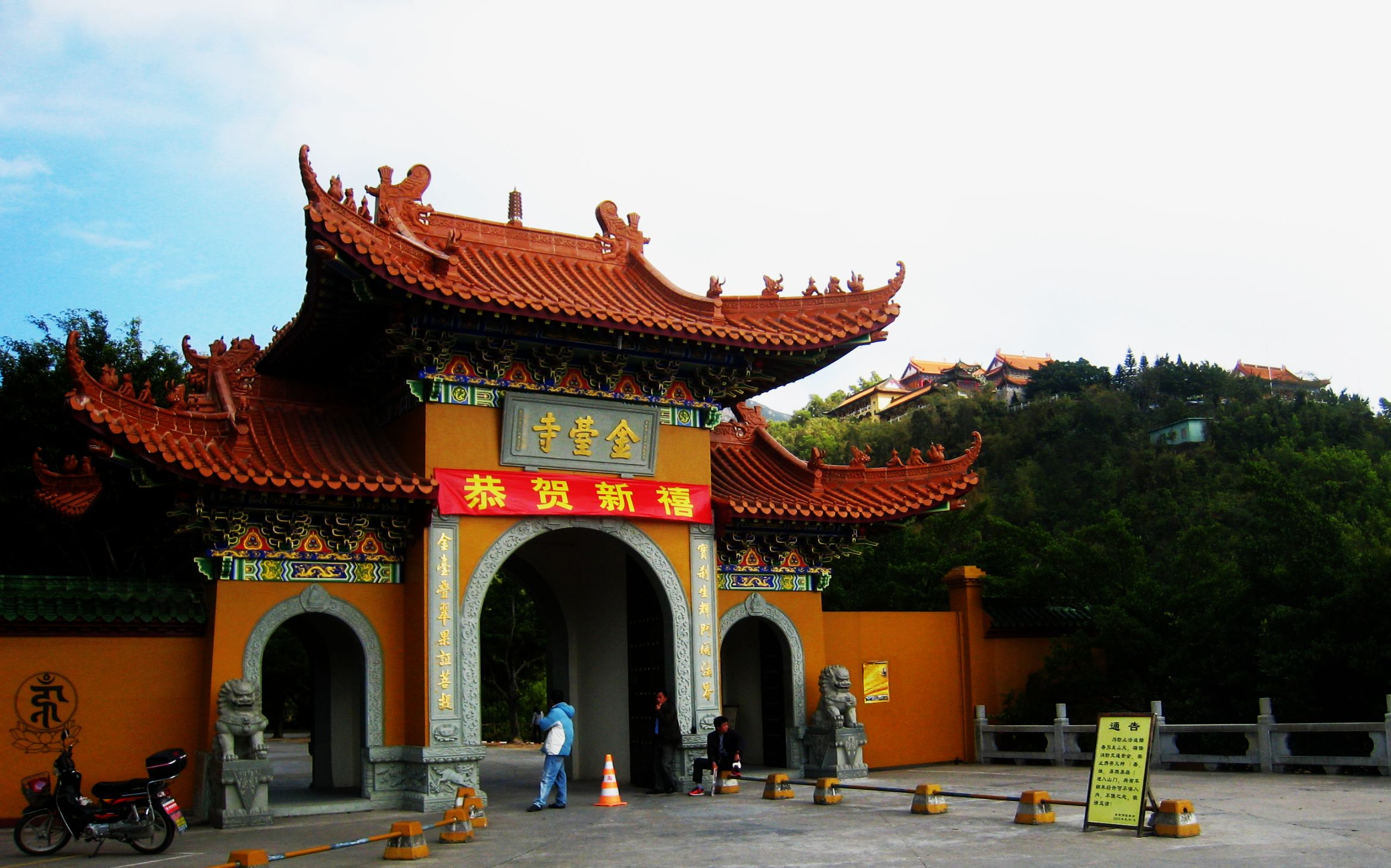
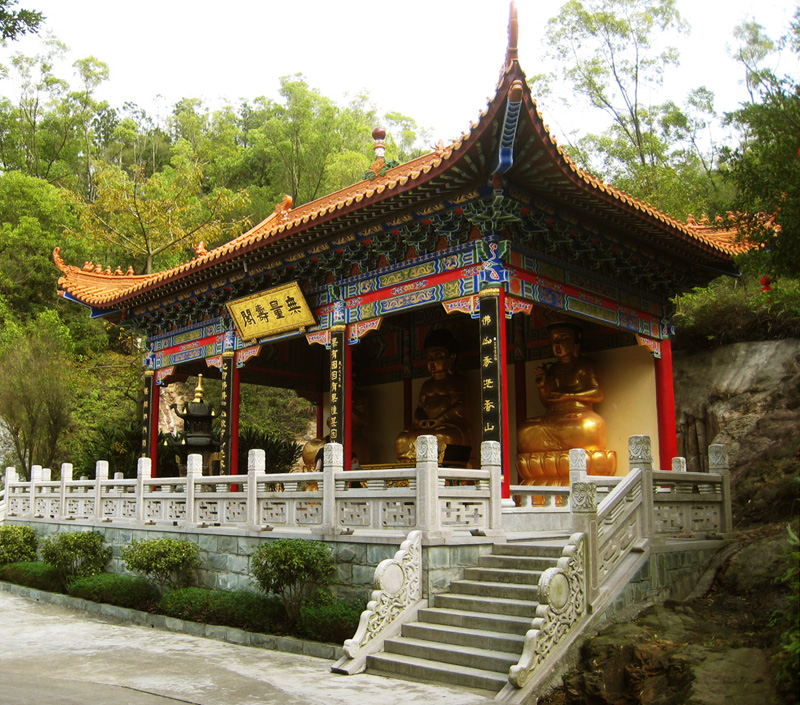
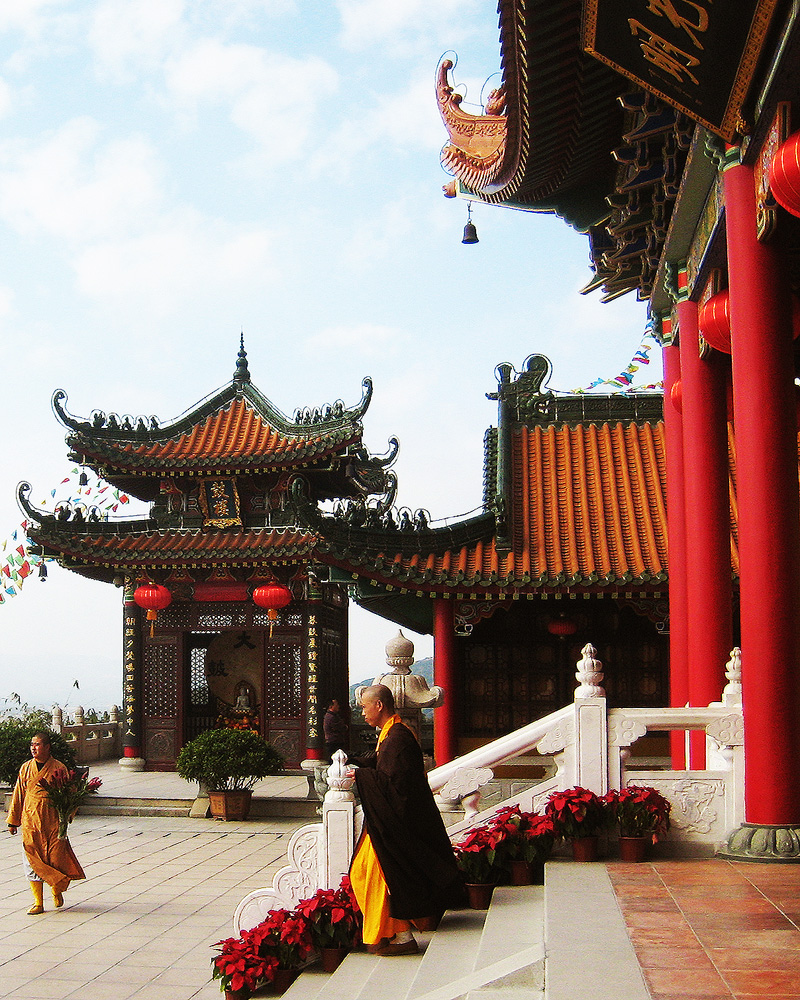
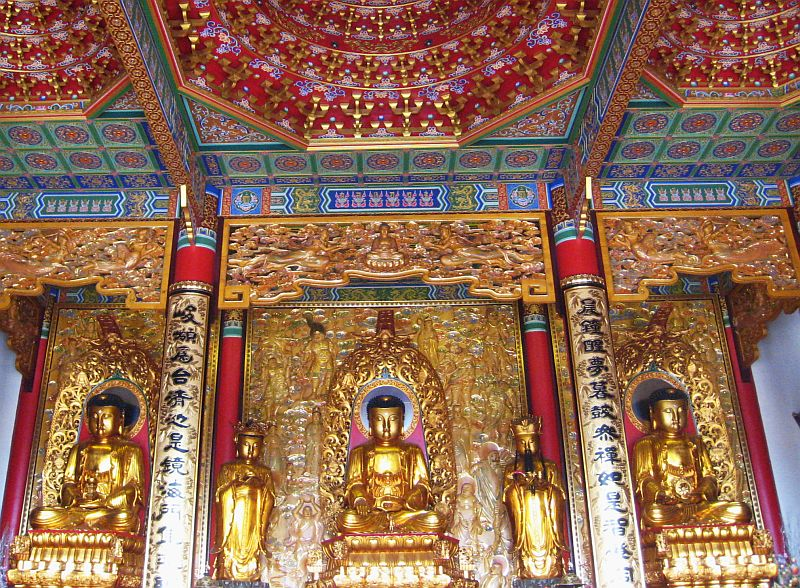